# Nirripirti
Nirripirti là một chi bọ cánh cứng trong họ Dytiscidae.
Chi này được Watts & Humphreys miêu tả khoa học năm 2001.

## Các loài
Các loài trong chi này gồm:
- Nirripirti arachnoides Watts & Humphreys, 2004
- Nirripirti bulbus Watts & Humphreys, 2004
- Nirripirti byroensis Watts & Humphreys, 2004
- Nirripirti copidotibiae Watts & Humphreys, 2004
- Nirripirti darlotensis Watts & Humphreys, 2003
- Nirripirti dingbatensis Watts & Humphreys, 2004
- Nirripirti eurypleuron Watts & Humphreys, 2004
- Nirripirti fortisspina Watts & Humphreys, 2003
- Nirripirti hamoni Watts & Humphreys, 2003
- Nirripirti hinzeae Watts & Humphreys, 2001
- Nirripirti innouendyensis Watts & Humphreys, 2004
- Nirripirti killaraensis Watts & Humphreys, 2003
- Nirripirti macrocephalus Watts & Humphreys, 2003
- Nirripirti macrosturtensis Watts & Humphreys, 2006
- Nirripirti megamacrocephalus Watts & Humphreys, 2006
- Nirripirti melroseensis Watts & Humphreys, 2003
- Nirripirti mesosturtensis Watts & Humphreys, 2006
- Nirripirti microsturtensis Watts & Humphreys, 2006
- Nirripirti milgunensis Watts & Humphreys, 2003
- Nirripirti napperbyensis Watts & Humphreys, 2003
- Nirripirti newhavenensis Watts & Humphreys, 2003
- Nirripirti pentameres Watts & Humphreys, 2003
- Nirripirti plutonicensis Watts & Humphreys, 2003
- Nirripirti septum Watts & Humphreys, 2006
- Nirripirti skaphites Watts & Humphreys, 2003
- Nirripirti stegastos Watts & Humphreys, 2003
- Nirripirti tetrameres Watts & Humphreys, 2006
- Nirripirti verrucosus Watts & Humphreys, 2004
- Nirripirti wedgeensis Watts & Humphreys, 2003